# Lars Ahlvarsson
Lars Ingemar Ahlvarsson, född 2 december 1933 i Stockholm, död 24 september 2024 i Täby distrikt, Stockholms län, var en svensk fackföreningsman och kommunalpolitiker.
Lars Ahlvarsson var son till rörmontören Ingemar Ahlvarsson. Efter realexamen 1950 arbetade han 1951–1960 som rörmontör. Ahvarsson var 1961–1965 ombudsman för Svenska byggnadsarbetareförbundet och 1965–1970 ombudsman för LO. Han var 1970–1976 borgarråd för personalroteln i Stockholms stad. Från 1976 var han förhandlingschef vid Svenska Kommunförbundet. Ahlvarsson är gravsatt på Solna kyrkogård.